# Dziczyzna

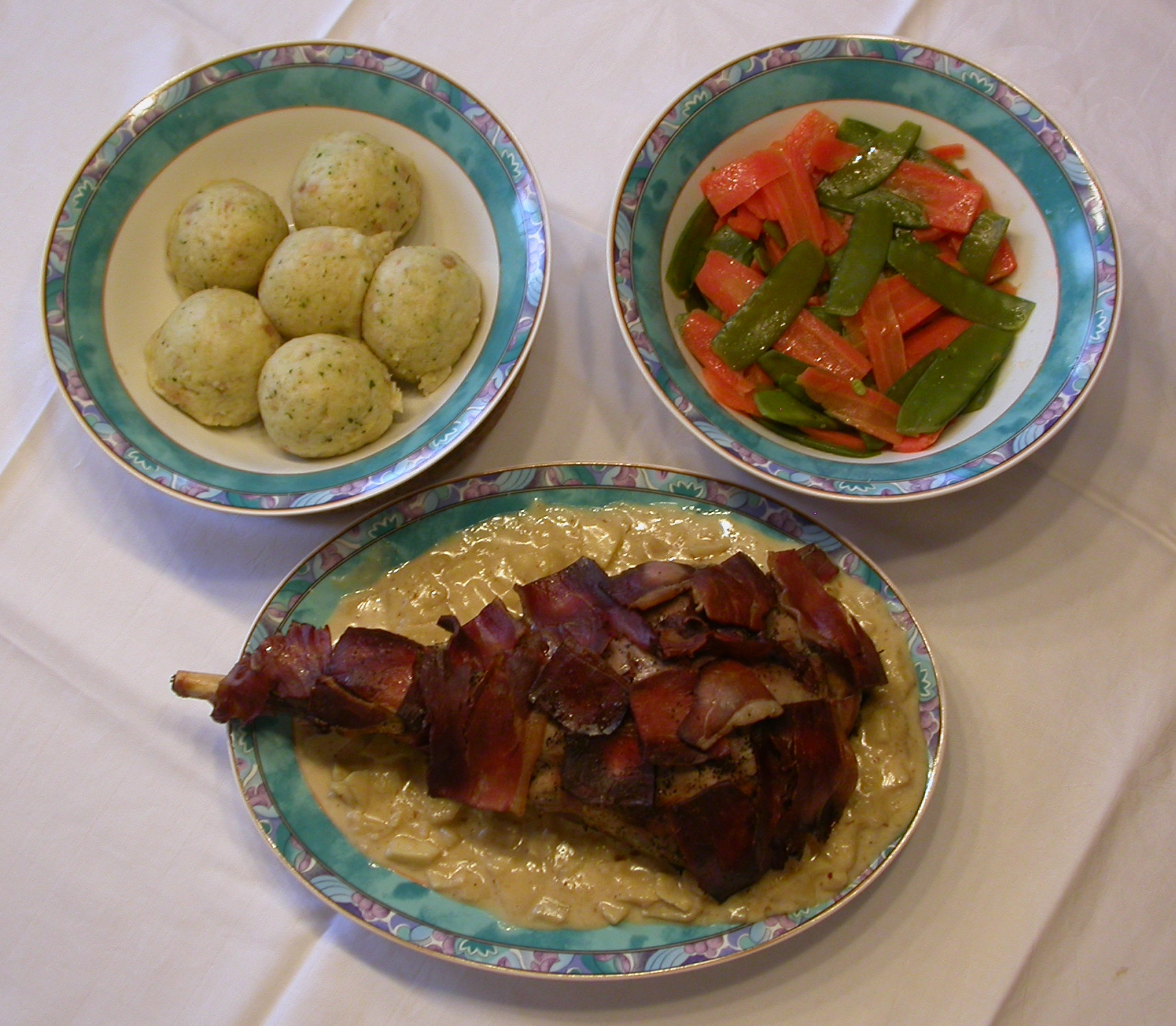
Danie z dziczyzny

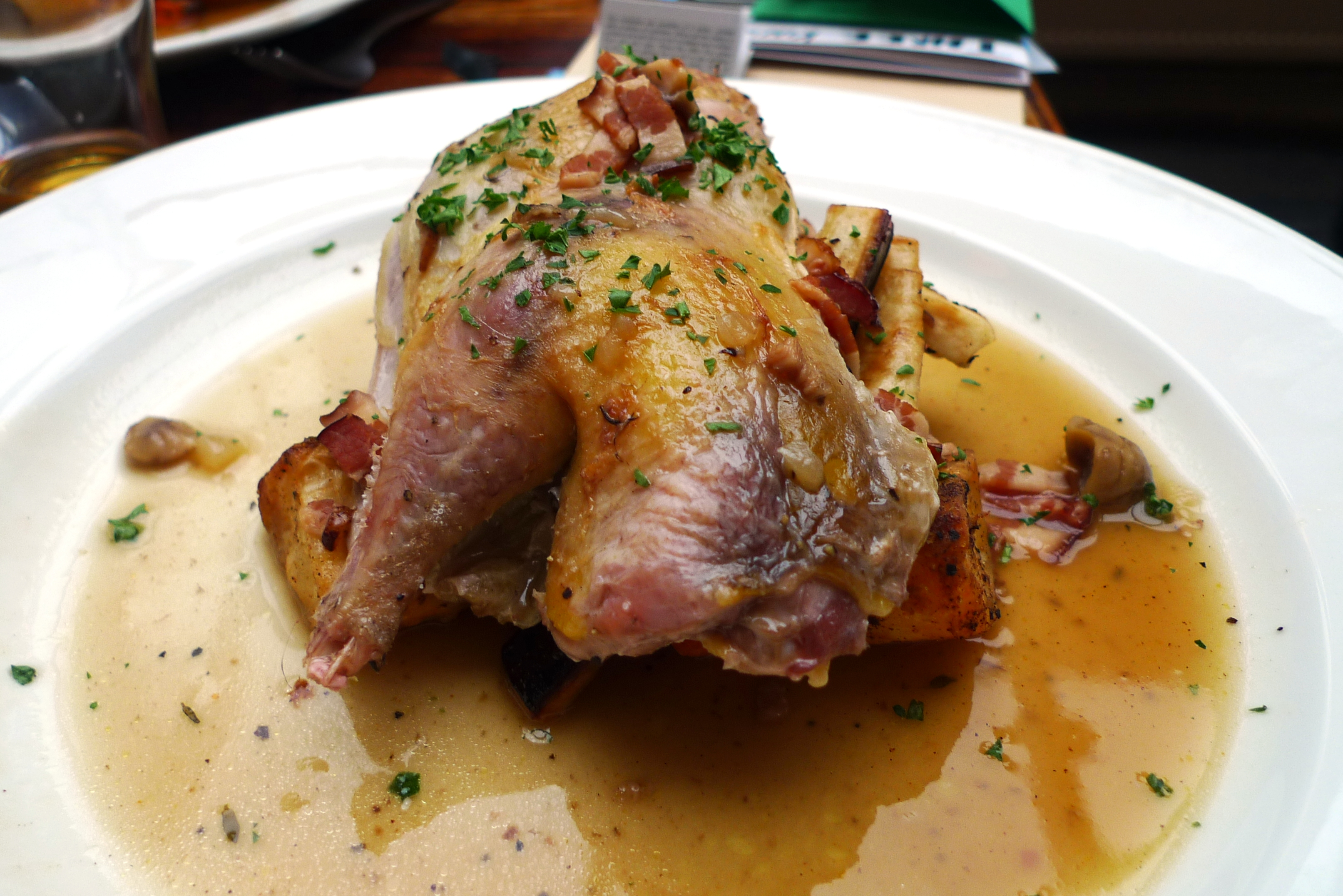
Pieczony bażant.

Dziczyzna – mięso pozyskane z upolowanych zwierząt żyjących w stanie dzikim, dopuszczone do obrotu przez nadzór weterynaryjny. Charakteryzujące się niską zawartością tłuszczu.
Wartości średnie dla różnych gatunków mięs dziczyzny, dla 100 g mięsa z dziczyzny:
- wartość energetyczna – 114 kcal,
- białko – 22 g,
- tłuszcz – 2,3 g,
- cholesterol – 81 mg[1].